# Aaron Hickey
Aaron Hickey (* 10. Juni 2002 in Glasgow) ist ein schottischer Fußballspieler, der beim FC Brentford in der englischen Premier League unter Vertrag steht. Im März 2022 kam er auch erstmals in der schottischen A-Nationalmannschaft zum Einsatz.

## Karriere

### Verein
Aaron Hickey spielte zunächst in der Jugendakademie von Celtic Glasgow. Im Jahr 2018 wechselte er in die Jugend von Heart of Midlothian nach Edinburgh. Für den Verein spielte Hickey zunächst in der Juniorenmannschaft der U-18 und war dort meist als Außenverteidiger im Einsatz. Am 10. Mai 2019 gab er im Alter von 16 Jahren sein Debüt als Profi für die Hearts gegen den FC Aberdeen in der Scottish Premiership. Bei der 1:2-Niederlage am vorletzten Spieltag wurde er in der 62. Spielminute für Jamie Brandon eingewechselt. Unter Craig Levein kam der Teenager im letzten Spiel der Saison 2018/19 zu einem weiteren Einsatz in der Liga gegen den neuerlichen Meister Celtic Glasgow im Paradise. Dabei stand Hickey erstmals in seiner Karriere im Profibereich in der Anfangself. Am 25. Mai 2019 stand der 16-jährige Hickey in der Startelf der Hearts im schottischen Pokalfinale gegen Celtic, das mit 1:2 verloren wurde. Er war damit der jüngste Spieler in einem schottischen Pokalendspiel seit John Fleck im Jahr 2008. In der Saison 2019/20 kam er im Trikot der „Hearts“ auf 22 Ligaspiele. Am 1. Spieltag sah er gegen den FC Aberdeen bei einer 2:3-Niederlage die erste Gelb-Rote Karte seiner Karriere. Im September 2019 gelang ihm gegen den Stadtrivalen Hibernian Edinburgh im Derby sein erstes Tor als Profi, als er zum 2:1 Endstand traf.
Im September 2020 wechselte der 18-Jährige für eine Ablösesumme von 1,5 Millionen Euro zum italienischen Erstligisten FC Bologna.
Im Sommer 2022 unterschrieb er einen Vierjahresvertrag beim FC Brentford.

### Nationalmannschaft
Aaron Hickey debütierte im Februar 2019 in der schottischen U-17 gegen Frankreich. Im selben Jahr kam er noch zu zwei weiteren Einsätzen in der U19.
Am 24. März 2022 gab er sein Debüt in der A-Nationalmannschaft.